# Gustaf Svensson
Gustaf Arthur Leopold Svensson (* 17. März 1882 in Varberg; † 13. Juli 1950 in Västerås) war ein schwedischer Segler.

40-m²-Schärenkreuzer

## Erfolge
Gustaf Svensson, der für den Göteborgs Kungliga Segelsällskap (deutsch Göteborgs Königliche Segelgesellschaft) segelte, sicherte sich 1920 in Antwerpen bei den Olympischen Spielen in der 40-m²-Klasse die Silbermedaille. Er war Skipper der Elsie, eines von zwei Booten seiner Klasse im Wettbewerb, zu dessen Crew Erik Mellbin, Percy Almstedt und Ragnar Svensson gehörten. 
Beide Yachten kamen aus Schweden, zwischen denen es keinen wirklichen Wettkampf auf dem Wasser gab. Die Regatta bestand aus drei Wettfahrten. In der ersten wurden beide teilnehmenden Yachten Sif und Elsie disqualifiziert, da sie nicht den korrekten Kurs gesegelt waren. In der zweiten Wettfahrt gewann Sif, da Elsie Probleme mit ihrer Takelage hatte und die Wettfahrt nicht beenden konnte. Elsie konnte diese Probleme bis zur dritten Wettfahrt nicht beheben und deshalb nicht starten. So segelte Sif allein den Kurs ab und gewann die Goldmedaille.